# Banatet Kroatien
Banatet Kroatien (kroatiska: Banovina Hrvatska, serbiska: Бановина Хрватска) var en autonom provins (banat) inom kungariket Jugoslavien som ägde bestånd 1939-1941 då landet kom att ingå i Oberoende staten Kroatien. Banatet Kroatien fanns dock kvar officiellt till 1943. Dess huvudstad var Zagreb och till ytan omfattade provinsen större delen av dagens Kroatien, stora delar av dagens Bosnien och Hercegovina och mindre delar av dagens Serbien. Officiellt språk var kroatiska. 
Banatet Kroatien uppstod inom kungariket Jugoslavien efter kroatiska påtryckningar för en sammanslagning av de två av kroater dominerade banaten Sava och Primorje och därtill ett fåtal mindre områden i dess närhet. Banatet Kroatien var främst befolkat av kroater men hade även en stor minoritet av serber.

## Befolkning
Banatet Kroatien befolkades främst av kroater (74%) men också en stor serbisk minoritet (19%). Det delades in i 99 distrikt (kotar). 81 av dessa hade en kroatisk majoritetsbefolkning emedan 17 distrikt hade en serbisk (absolut i 12, relativt i 5) majoritet. I ett av distrikten utgjorde muslimerna (bosniakerna) majoritet.
| Kroater    | 2 959 494 | 74,5 |
| Serber     | 737 978   | 15,5 |
| Tyskar     | 89 215    | 2,2  |
| Ungrare    | 58 115    | 1,5  |
| Tjecker    | 38 221    | 0,9  |
| Slovener   | 37 569    | 0,9  |
| Romer      | 14 830    | 0,4  |
| Slovaker   | 12 329    | 0,3  |
| Ukrainare  | 7 086     | 0,2  |
| Italienare | 6 258     | 0,2  |
| Ryssar     | 5 064     | 0,1  |
| Polacker   | 4 845     | 0,1  |
| Arnauter   | 944       | -    |
| Bulgarer   | 620       | -    |
| Judar      | 617       | -    |
| Rumäner    | 557       | -    |
| Turkar     | 209       | -    |
| Greker     | 63        | -    |
| Övriga     | 1 711     | -    |
| Källa:     |           |      |

## Sport
Kroatiens fotbollsförbund kontrollerade fotbollen inom banatet Kroatien. Provinsen hade en egen liga och senare också ett eget landslag. Banatet Kroatien spelade fyra landskamper hemma och borta där de mötte Schweiz och Ungern. Kroatiska mästerskapen i rodd avhölls i banatet den 29 juni 1940.
Kroatiens boxningsförbund återskapades den 5 oktober 1939 som styrande organisation för all boxning inom provinsen.

## Galleri

Provinsflagga och örloggsflagga för banatet Kroatien ? ?
Lilla vapnet för banatet Kroatien

### Fotnoter
1. ↑  Lorković 1996, sid. 292.
2. ↑  Kronologija hrvatskog veslanja Arkiverad 13 augusti 2009 hämtat från the Wayback Machine.
3. ↑  ”Povijest hrvatskog sporta: Boks”. Arkiverad från originalet den 22 januari 2005. https://web.archive.org/web/20050122114008/http://www.vjesnik.hr/Pdf/2000%5C12%5C05%5C18A18.PDF. Läst 3 april 2012.